# 艇虫
艇虫（学名：Phorticium pylonium）为门孔虫科艇虫属的动物。分布于地中海、大西洋、太平洋，包括南海、东海等海域。